# Kukec
Kukec [kúkec] je priimek več znanih Slovencev: 
- Aleksandra Pivec (r. Kukec) (*1972), kemijska tehnologinja, političarka
- Andreja Kukec, javnozdravstvena strokovnjakinja
- Franc Ferdo Kukec (*1960), kanuist na divjih vodah in geograf
- Josip Kukec (1894—1930), član organizacije TIGR
- Klemen Kukec (?—1541), matematik
- Marjan Kukec
- Marko Kukec, partizan
- Simon Kukec (1838—1910), slovenski podjetnik, pivovar in hmeljar
- Tina Kukec (*1986), judoistka
- Zvone Kukec, kitarist